# Olof Hederyd
Per Olof Hederyd, född 3 juni 1923 i Vuono i Nedertorneå församling, 
Norrbottens län, död 2 november 2018 var en svensk lärare och författare. 
Olof Hederyd debuterade 1982 med en bok om Överkalix från istid till 1860. Förutom faktaböcker har han skrivit dokumentärromaner om livet i sin hembygd i Överkalix och Tornedalen. Bland dessa kan nämnas Jockim Michelsson -Pionjären och Isak Mustapaarta - Bottenvikspiraten.